# ميريك غارلاند
ميريك غارلاند (بالإنجليزية: Merrick Garland)‏ ، ولد في 13 نوفمبر 1952 في شيكاغو في الولايات المتحدة. هو محامي وقاضي أمريكي،  والنائب العام للولايات المتحدة منذ يناير يناير 2021.
التحق جارلاند بجامعة هارفارد لتعليمه الجامعي والتعليم القانوني. بعد أن عمل كاتبًا قانونيًا للقاضي هنري ج. فريندلي من محكمة الاستئناف الأمريكية للدائرة الثانية والقاضي ويليام ج. برينان جونيور في المحكمة العليا للولايات المتحدة ، مارس التقاضي في شركة أرنولد وبورتر وعمل مدعيًا عاماً فيدرالياً في وزارة العدل الأمريكية ، حيث لعب دورًا رائدًا في التحقيق والملاحقة القضائية لمفجري أوكلاهوما سيتي.
رشح الرئيس باراك أوباما ، وهو ديمقراطي ، جارلاند للعمل قاضيًا مشاركاً في المحكمة العليا في مارس 2016 لملء المنصب الشاغر الذي نتج عن وفاة أنطونين سكاليا. على الرغم من أن الجمهوريين أنفسهم أمضوا سنوات في اقتراح جارلاند كخيار ديمقراطي مقبول ، رفضت الأغلبية الجمهورية في مجلس الشيوخ عقد جلسة استماع أو التصويت على هذا الترشيح الذي أجري خلال العام الأخير من رئاسة أوباما ، مع إصرار الأغلبية الجمهورية على أن الرئيس المنتخب القادم يجب أن يملأ الشاغر. كان الرفض غير المسبوق لأغلبية مجلس الشيوخ للنظر في الترشيح مثيرًا للجدل إلى حد كبير. واقترح بعض المشرعين الجمهوريين ترك المحكمة بثمانية مقاعد فقط إذا انتخبت هيلاري كلينتون ، قائلين إنهم سيعوقون جارلاند أو أي مرشح آخر وسيبقي المقعد شاغرًا لفترة رئاسية أخرى على الأقل. استمر ترشيح جارلاند 293 يومًا وانتهى في 3 يناير 2017 ، في نهاية المؤتمر الـ 114. وقد ملأ نيل جورسوش المقعد الشاغر والذي عينه له الرئيس دونالد ترامب.

## وصلات خارجية
- ميريك غارلاند على موقع IMDb (الإنجليزية)
- ميريك غارلاند على موقع مونزينجر (الألمانية)
- ميريك غارلاند على موقع إن إن دي بي (الإنجليزية)
- ميريك غارلاند على موقع كينوبويسك (الروسية)